# Raanitsa
Raanitsa es una localidad situada en el municipio de Kambja, en el condado de Tartu, Estonia. Según el censo de 2021, tiene una población de 75 habitantes.